# 冯绍正
冯绍正（？—？），一作冯绍政、冯绍贞，唐代画家、官员，出自长乐冯氏，冯昭泰长子。

## 生平
冯绍正封安昌县开国男。唐玄宗开元年间为少府监，开元八年（720年）任户部侍郎。少府监冯绍正与金吾大将军程伯献、高力士结为兄弟。
冯绍正擅画空中飞禽，造型准确，尽其形态，神态生动。擅画鹰、鹘、鸡、雉等，画时，嘴眼、脚爪、毛彩俱妙如生，间画牡丹。杜甫有题其《画鹰》十二扇诗。画迹有《鸡图》，著录于《寺塔记》。
冯绍正尤善画龙水，有降云蓄雨之感，人称神妙。有冯绍正画龙致雨神话。根据唐朱景玄《唐朝名画录》，传说开元时关辅大旱，京师望雨，祈雨无效。唐玄宗于龙池边新修一殿，诏命他于宫殿四壁各画一龙，所画素龙蜿蜓欲振，如欲振涌。不久乌云随笔而生，鳞甲俱湿，设色未毕，即有白龙自檐间出，入于龙池（在兴庆宫内，亦称兴庆池），波涌涛汹，然后，风雨暴作。雷电尤善龙水，称誉天下。与韦鉴、刘洞微、苗龙为当时画龙四大家。